# Gennaro Manna

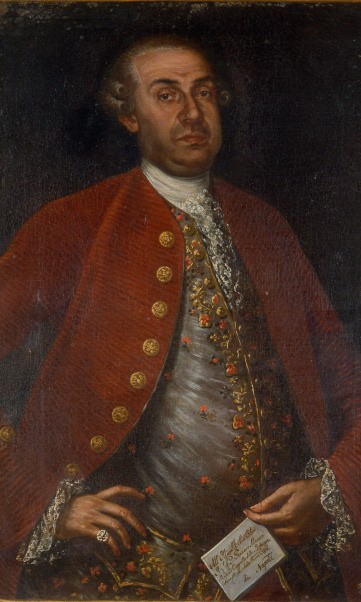
Gennaro Manna

Gennaro Manna (* 12. Dezember 1715 in Neapel; † 28. Dezember 1779 ebenda) war ein italienischer Komponist der neapolitanischen Schule.

## Leben
Gennaro Manna war ein Sohn des Komponisten Giuseppe Manna und der Caterina Feo, einer Schwester des bekannten Komponisten Francesco Feo. Er studierte bei seinem Onkel am Conservatorio S. Onofrio a Capuana. Seine erste Oper Tito Manlio gelangte 1742 in Rom zur Aufführung. Gennaro Manna war ab 1744 Kapellmeister der Kathedrale von Neapel und später auch an der Kirche SS Annunziata. 1755, nach dem Tod von Francesco Durante, dem Leiter des Conservatorio di S. Maria di Loreto, teilte sich Manna mit dem bisherigen „secondo maestro“ Pietro Antonio Gallo (um 1695–1777) die leitende Funktion. In dieser Zeit zählten Antonio Sacchini und Giuseppe Giordani zu seinen Schülern.
Weitere Komponisten in der Familie waren ein Vetter Cristoforo Manna und sein Neffe Gaetano Manna (1751–1804), letzterer war sein Nachfolger bei SS Annunziata und unter Gennaro Manna „secondo maestro di capella“ der Kathedrale. Er schrieb hauptsächlich geistliche Musik.

## Werke
Gennaro Manna komponierte in der Zeit von 1742 bis 1761 13 Opern, meist Opera seria für verschiedene Theater Italiens, 10 Oratorien und mehr als 150 geistliche Werke, zumeist mit Instrumentalbegleitung. Die folgende Liste basiert auf den Angaben bei Grove Music Online und Corago.

### Bühnenwerke
- Tito Manlio, dramma per musica; Libretto: Gaetano Roccaforte; 21. Januar 1742, Rom, Teatro Argentina; 1743 in Spoleto, 1745 in Livorno, 1748 in Palermo, 1749 in  Civitavecchia[3]
- Siroe, dramma per musica; Libretto: Pietro Metastasio und Domenico Fabris; 9. Februar 1743, Venedig, Teatro San Giovanni Grisostomo[4]
- Festa teatrale per la nascita dell’Infante, serenata (nur erster Teil von Manna, zweiter Teil von Nicola Bonifacio Logroscino); Juni 1743, Neapel (nicht aufgeführt)
- Artaserse, opera seria (Bearbeitung von Leonardo Vincis Artaserse); Libretto: Pietro Metastasio; 4. November 1743, Neapel, Teatro San Carlo
- Achille in Sciro, dramma per musica; Libretto: Pietro Metastasio; 20. Januar 1745, Neapel, Teatro San Carlo[5]
- L’impero dell’universo diviso con Giove, componimento drammatico zur Hochzeit des Dauphins Louis Ferdinand mit der spanischen Infantin Maria Teresa; Libretto: Ranieri de’ Calzabigi; 3. August 1745, Neapel[6]
- Lucio Vero, dramma per musica; Libretto: Apostolo Zeno; 19. Dezember 1745, Neapel, Teatro San Carlo[7]
- Arsace, dramma per musica; Karneval 1746, Neapel, Teatro San Carlo[8]
- La clemenza di Tito, dramma per musica; Libretto: Pietro Metastasio (?); Karneval 1747, Messina[9]
- Adriano placato; Karneval 1748, Ferrara, Teatro Bonacossi[10]
- Lucio Papirio dittatore, dramma per musica; Libretto: Apostolo Zeno; 11. Februar 1748, Rom, Teatro delle Dame; 1749 als Pasticcio in Palermo[11]
- Eumene; Libretto: Apostolo Zeno; Karneval 1750, Turin, Teatro Regio[12]
- Didone abbandonata, dramma per musica; Libretto: Pietro Metastasio; 30. Januar 1751, Venedig, Teatro San Giovanni Grisostomo[13]
- Demofoonte, dramma per musica; Libretto: Pietro Metastasio; 26. Januar 1754, Turin, Teatro Regio[14]
- Il natale di Alcide, componimento drammatico; Libretto: Giuseppe Passeri; 1758, Neapel[15]
- Enea in Cuma, componimento in musica; Libretto: Giovan Battista Basso Bassi; 4. September 1760, Neapel[16]
- Temistocle; Libretto: Pietro Metastasio; Karneval 1761, Piacenza, Teatro Ducale[17]
- Il Sacrificio di Melchisedec, componimento drammatico; Libretto: M. Tarzia; 1776, Neapel

### Sonstige weltliche Vokalmusik
- Addio di Nice à Tirsi, Kantate; Libretto: Maria Antonia Walpurgis von Bayern
- diverse Arien

### Oratorien
- Gioas re di Giuda; Libretto: Pietro Metastasio; 17. Juli 1747, Neapel
- Sepultra Sarae sive Pietas in mortuos; 1748
- Davide, in Nove; 1751, Palermo
- Rubri maris trajectus; 1761, Monte Reale
- Debora „per i morti“; 1769; 1780 aufgeführt
- Assuero „per i morti“; 1770
- Esther „per i morti“; 1770
- Judith seu Bethuliae ab obsidione liberatio; Libretto: Pietro Metastasio; 1775[18]
- Il Seraficio Alverna; undatiert, Neapel, Santa Chiara
- Israelis liberato sive Esther; undatiert, Monte reale

### Sonstige geistliche Musik
- 12 Messen, darunter
  - eine datiert mit dem 11. September 1755
  - zwei für Doppelchor
  - zwei Breve with Credo, Sanctus, Agnus Dei
  - eine Messe 1769
  - eine Messe 1773
- Gloria
- sieben Gloria-Einzelsätze (Arien)
- Domine ad adiuvantum für fünf Stimmen
- zwei Credo
- zwei Magnificat für fünf und sechzehn Stimmen
- drei Te Deum, darunter eines für zwei Stimmen am 1. Februar 1764
- zwei Litaneien
- vierzehn Lektionen (Lamentationen) für die Nokturnen der Karwoche, eine davon 1738
- Christus, Responsorien für die Karwoche
- zwei Lektionen per la notte del SS Natale
- drei Jube Domine benedicere für eine Stimme; darunter eine 1746 und eine 1751
- drei Lektionen für die Totenmesse
- drei Benedictus Dominus, darunter eine 1777
- Confitebor für eine Stimme
- zwölf Dixit; einige datiert: 1740, 28. Mai 1746, Mai 1748, 20. Oktober 1750, 31. Juli 1752, Juli 1754, Mai 1767
- zwei Laudate pueri für eine Stimme, darunter eine 1740
- Salmi brevi
- Gloria patri für eine Stimme
- zwei Veni sponsa
- Lauda Sion für fünf Stimmen; Januar 1755
- Pange lingua
- vier Hymnen, darunter eine vom April 1789 (Zuschreibung unsicher)
- Tantum ergo für eine Stimme; Januar 1752
- Cori di anime penanti für fünf Stimmen
- 35 Motetten mit Chor
- 14 Solo-Motetten und Arien
- mehrere geistliche Kantaten und Arien
- Passio secundum Joannem